# 鮑比·道爾貝克
羅伯特·韋諾恩·道爾貝克（英語：Robert Vernon Dalbec，1995年6月29日—），為美國職棒大聯盟的角落內野手，目前為自由球員，他先前曾效力於波士頓紅襪。

## 職業生涯

### 波士頓紅襪
2019年末，道爾貝克就被加進40人名單。2020年3月8日，他被下放到3A。7月7日，球隊宣布道爾貝克無症狀確診COVID-19。8月30日，因為球隊將一壘手米契·莫蘭德交易，因此把道爾貝克拉上大聯盟。他在初登板就敲出大聯盟首安，並在前10場比賽敲出6支全壘打。整季他的打擊率為2成63，並敲出8轟與16分打點。
2021年，道爾貝克成為球隊的開幕戰先發一壘手。7月29日，他成為隊史身高最高的游擊手。8月，他以3成39的打擊率，外帶7轟與21分打點的成績獲選為美聯單月最佳新人。整季他的打擊率為2成40，並敲出25轟與78分打點。這年紅襪成功晉級季後賽，還意外打到美聯冠軍賽才止步。不過道爾貝克合計12個打數沒有安打。
2022年5月，道爾貝克因為陷入低潮，球隊開始讓外野手Franchy Cordero嘗試站一壘。之後他們在交易大限前交易來艾瑞克·霍斯摩。9月，道爾貝克的打擊率僅2成11，因此他被下放3A。而球隊也讓另一名新秀Triston Casas升上大聯盟。整季道爾貝克的打擊率為2成15，並敲出12轟與39分打點。

## 國際賽
2019年，道爾貝克代表美國隊出戰世界棒球12強賽。他也獲選為該屆最佳一壘手。

## 個人生活
道爾貝克是西雅圖人，因此他從小就是水手球迷。除了打棒球以外，他還會彈吉他和鋼琴。

## 外部連結
- 球員資訊和成績在MLB，ESPN，Baseball-Reference，Fangraphs（英文）
- 鮑比·道爾貝克的Instagram帳戶
- 鮑比·道爾貝克的X（前Twitter）